# Talarurus
Talarurus ist eine Gattung der Vogelbeckensaurier aus der Gruppe der Ankylosauria. Er lebte in der frühen Oberkreide in Asien.

## Merkmale
Die Länge von Talarurus wird auf 4 bis 6 Meter geschätzt, sein Schädel war rund 24 Zentimeter lang. Er hatte den typischen Körperbau der Ankylosauria mit den kurzen, stämmigen Gliedmaßen und der aus Knochenplatten bestehenden Panzerung. Diese bestand aus bandförmig angeordneten Platten, zusätzlich hatte dieser Dinosaurier auch in Reihen angeordnete, kegelförmige Dornen. Am hinteren Ende des Kopfes hatte er zwei kleine, am Schuppenbein (Squamosum) aufsitzende Hörner. Die Vorderfüße endeten in fünf und die Hinterfüße in vier Zehen (bei späteren Ankylosauriern waren es im Gegensatz dazu meist nur mehr drei). Der Schwanz endete wie bei allen Ankylosauridae in einer knöchernen Keule, die der Feindabwehr diente. Diese Keule war bei Talarurus schlanker als bei anderen Ankylosauriern.
Der Schädel war wie bei allen Ankylosauridae breit und wuchtig und an der Schnauzenspitze mit einem zahnlosen Hornschnabel ausgestattet. Die kleinen, blätterförmigen Zähne waren an eine pflanzliche Ernährung ausgerichtet.

## Entdeckung und Benennung
Fossilfunde von Talarurus wurden bei einer sowjetisch-mongolischen Expedition in den 1950er-Jahren in der Mongolei entdeckt und vom russischen Paläontologen Maleev erstbeschrieben. Der Name Talarurus (griech. für „Weidenkorb-Schwanz“) spielt auf die verwobenen Schwanzwirbel an, die die Schwanzkeule stabilisierten. Einzige Art und somit Typusart ist Talarurus plicatospineus.
Die Funde werden in die frühe Oberkreide (Cenomanium bis Turonium) auf ein Alter von 100 bis 89 Millionen Jahre datiert.

## Systematik
Talarurus ist ein vergleichsweise alter und in manchen Belangen urtümlicher Ankylosaurier. Er wird innerhalb der Ankylosauridae in eine asiatische Klade eingeordnet, zu der auch noch u. a. Saichania und Pinacosaurus gezählt werden.